# Louis de Guiscard-Magny
Louis de Guiscard-Magny (ur. 1651, zm. 1720) – francuski wojskowy i dyplomata. 
Jego ojciec też francuski wojskowy Georges de Guiscard, hrabia de La Bourlie (1616-1693) gubernator twierdzy i miasta Sedan.
Louis de Guiscard-Magny osiągnął w armii tytuł generała-pułkownika, następnie pełnił funkcję  francuskiego posła w Sztokholmie w latach 1699–1701.